# 海中毛人
海中毛人，是傳說中出現在台灣海峽的人形水怪，全身長滿長毛，會幫助遭遇船難的人前往台灣。

## 外觀與能力
海中毛人高數丈（幾十公尺），全身長滿長毛，只要吹氣便會激起強風，並且維持很長一段時間。

## 傳說
傳說海中毛人會幫助在經過台灣海峽時遭遇船難或迷失方向的人，牠會先指出通往台灣的方向，並當遇難者把船揚起風帆後，再吹氣生風推動他們的船。雍正年間就有一批人在牠的幫助下抵達鹿港，而那些人日後就在彰化各地落地生根。